# Manifestación de personas
La manifestación de personas fue una prerrogativa del Justicia de Aragón que consistía en poder reclamar al juez o a otra autoridad la entrega —la manifestación— de una persona encarcelada para evitar que fuera torturada, una práctica judicial prohibida por los Fueros del Reino de Aragón (1428). La manifestación de personas es anterior al habeas corpus del Reino de Inglaterra, con el cual presenta una gran similitud.

## Historia
En el Reino de Aragón no existió la tortura, ya que fue prohibida en 1325 por la Declaratio Privilegii generalis aprobada por el rey Jaime II en las Cortes de Aragón reunidas en Zaragoza, con la única excepción del delito de falsificación de moneda siempre que fuera cometido por «personas estranyas del reyno de Aragón, o vagabundos del regno, que algunos bienes en el regno no ayan, o en hombre de vil condición de vida o de fama, y no en otros algunos». Como destacó el jurista Miguel de Molino en 1513: «Et ista est una de magnibus libertatibus Aragoniae».
La prohibición fue realmente efectiva gracias al derecho que poseían los aragoneses denominado "Privilegio de Manifestación", anterior al habeas corpus del derecho inglés al que se asemeja, y que perseguía, según el jurista del siglo XVIII Juan Francisco La Ripa, «librar a la persona detenida en sus cárceles [en las de los jueces reales] de la opresión que padeciese con tortura o [de] alguna prisión inmoderada». El derecho consistía en que el Justicia de Aragón podía ordenar a un juez o a cualquier otra autoridad que le entregara —«manifestara»— a una persona detenida con el fin de que no se cometiera ninguna violencia contra ella antes de dictarse la sentencia, y sólo tras dictarse ésta y haberse cerciorado de que la misma no estaba viciada, el Justicia devolvía al reo para que cumpliera su castigo. El juez u otra autoridad que se negaran a manifestar al preso incurrrían en contrafuero. De esta forma se evitaba que el reo fuera torturado.